# Siretorp och Sandviken
Siretorp och Sandviken var mellan 1990 och 2023 en av SCB avgränsad och namnsatt småort på Listerlandet i Sölvesborgs kommun i Blekinge län, omfattande bebyggelse i orterna Siretorp och Sandviken i Mjällby socken. Vid avgränsningen 2023 blev denna bebyggelse en del av den då avgränsade tätorten Västra Näs och Sandviken.